# San Nullo (métro de Catane)
San Nullo est une station de la Ligne unique du métro de Catane. Elle est située dans le quartier San Nullo à Catane, sur l'île de Sicile en Italie..

## Situation sur le réseau

Plan du métro.

Établie en souterrain, San Nullo est une station de passage de la Ligne unique du métro de Catane. Elle est située entre la station Nesima, terminus ouest, et la station Cibali, en direction du terminus sud-est Stesicoro.
Elle dispose des deux voies de la ligne encadrées par deux quais latéraux.

## Histoire
La station San Nullo, inaugurée le 30 mars, est mise en service le 31 mars 2017, lors de l'ouverture à l'exploitation du prolongement de 3,1 km de Borgo à Nesima. Elle est nommée en référence au quartier éponyme qu'elle dessert. Rapidement un problème d'accès en sécurité au site fait réagir avec une demande d'amélioration notamment des trottoirs.

## Services aux voyageurs

### Accès et accueil
Située sous la viale Antoniotto Usodimare elle y dispose d'une bouche, avec un escalier fixe, et un ascenseur sur les trottoirs nord et sud. La station est accessible aux personnes à la mobilité réduite. Elle est équipée d'automates pour l'achat de titres de transport.

### Desserte
San Nullo est desservie par les rames qui circulent sur l'unique ligne du réseau, entre Nesima et Stesicoro.

Installations et desserte
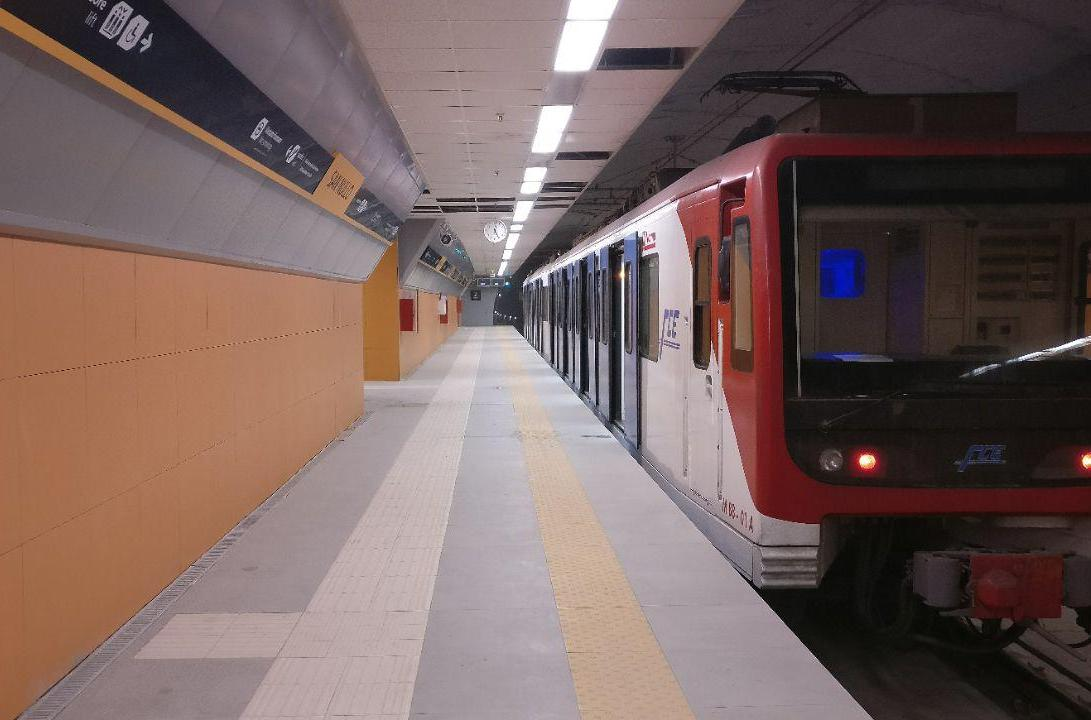
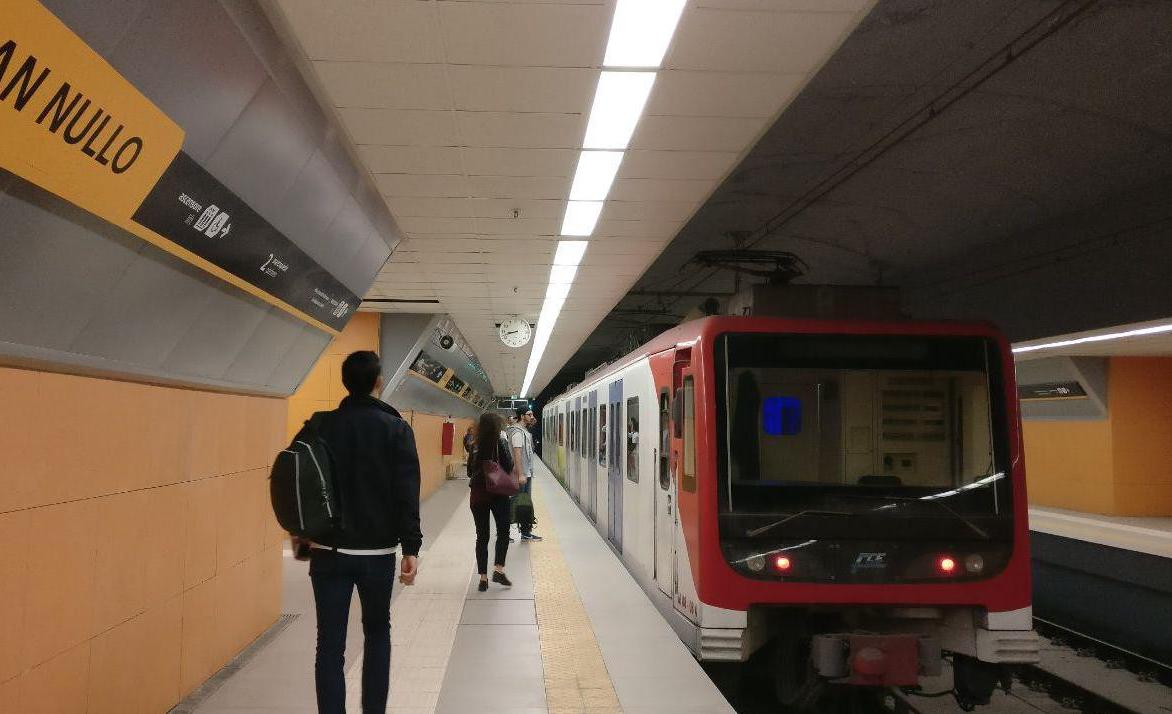

### Intermodalité
À proximité des arrêts de bus sont desservis par les lignes 702, 628N et 628R.